# David Macpherson (Tennisspieler)
David Macpherson (* 3. Juli 1967 in Launceston, Tasmanien) ist ein ehemaliger australischer Tennisspieler und Tennistrainer.

## Leben
Macpherson wurde in Tony Roches Tennisakademie ausgebildet und war fünfmaliger nationaler australischer Tennismeister im Doppel in den verschiedenen Altersklassen. Er erreichte 1983 das Doppelfinale des Juniorenturniers der US Open und gewann 1985 den Junioren-Doppeltitel der Australian Open. Im selben Jahr wurde er Tennisprofi. Er spezialisierte sich auf das Herrendoppel und gewann 1988 seinen ersten Doppeltitel auf der ATP Challenger Tour. Im darauf folgenden Jahr gewann er drei weitere Challenger-Doppelturniere. Seinen ersten Titel auf der ATP Tour errang er 1990 in Toronto an der Seite von Patrick Galbraith. 1992 nahm er nach einem höchst erfolgreichen Jahr mit seinem Doppelpartner Steve DeVries an den ATP World Tour Finals teil.
Neben seinen 16 Doppeltiteln – mit neun unterschiedlichen Partnern – stand er weitere 13 Mal in einem Finale, darunter beim Masters-Turnier von Stockholm. Seine höchste Notierung in der Tennisweltrangliste erreichte er 1990 mit Position 293 im Einzel sowie 1992 mit Position 11 im Doppel.
Nur einmal konnte er sich im Einzel für ein Grand-Slam-Turnier qualifizieren: 1987 scheiterte er in der zweiten Runde der Australian Open. In der Doppelkonkurrenz erreichte er 1998 an der Seite von David Wheaton das Halbfinale der Australian Open, sie unterlagen dort Todd Woodbridge und Mark Woodforde.
Nach dem Ende seiner Profikarriere wurde Macpherson Tennistrainer. Er trainierte von August 2005 bis zu deren Karriereende im August 2020 das Brüderpaar Mike und Bob Bryan, eines der erfolgreichsten Doppelteams aller Zeiten. Für das Finale des Davis Cup 2014 gegen Frankreich engagierte die Schweizer Davis-Cup-Mannschaft Macpherson kurzfristig als Doppeltrainer.

## Erfolge
| Legende                                                   |
| Grand Slam                                                |
| Tennis Masters Cup                                        |
| ATP Masters Series (1)                                    |
| ATP Championship Series ATP International Series Gold (3) |
| ATP World Series ATP International Series (12)            |
| ATP Challenger Series (8)                                 |

| ATP-Titel nach Belag |
| Hartplatz (6)        |
| Sand (6)             |
| Rasen (2)            |
| Teppich (2)          |

### Doppel

#### Turniersiege

##### ATP Tour
| Nr. | Datum            | Turnier        | Belag     | Partner           | Finalgegner                         | Ergebnis      |
| --- | ---------------- | -------------- | --------- | ----------------- | ----------------------------------- | ------------- |
| 1.  | 12. Februar 1990 | Toronto Indoor | Teppich   | Patrick Galbraith | Neil Broad Kevin Curren             | 2:6, 6:4, 6:3 |
| 2.  | 9. Februar 1992  | Mailand        | Teppich   | Neil Broad        | Sergio Casal Emilio Sánchez Vicario | 5:7, 7:5, 6:4 |
| 3.  | 8. März 1992     | Indian Wells   | Hartplatz | Steve DeVries     | Kent Kinnear Sven Salumaa           | 4:6, 6:3, 6:3 |
| 4.  | 3. Mai 1992      | Atlanta        | Sand      | Steve DeVries     | Mark Keil Dave Randall              | 6:3, 6:3      |
| 5.  | 10. Mai 1992     | Charlotte      | Sand      | Steve DeVries     | Bret Garnett Jared Palmer           | 6:4, 7:6      |
| 6.  | 21. Juni 1992    | Manchester     | Rasen     | Patrick Galbraith | Jeremy Bates Laurie Warder          | 4:6, 6:3, 6:2 |
| 7.  | 4. Oktober 1992  | Brisbane       | Hartplatz | Steve DeVries     | Patrick McEnroe Jonathan Stark      | 6:4, 6:4      |
| 8.  | 18. April 1993   | Nizza          | Sand      | Laurie Warder     | Shelby Cannon Scott Melville        | 3:4, aufgg.   |
| 9.  | 5. März 1995     | Scottsdale     | Hartplatz | Trevor Kronemann  | Luis Lobo Javier Sánchez            | 4:6, 6:3, 6:4 |
| 10. | 16. April 1995   | Barcelona      | Sand      | Trevor Kronemann  | Goran Ivanišević Andrea Gaudenzi    | 6:2, 6:4      |
| 11. | 7. Mai 1995      | München        | Sand      | Trevor Kronemann  | Luis Lobo Javier Sánchez            | 6:3, 6:4      |
| 12. | 18. Februar 1996 | San José       | Hartplatz | Trevor Kronemann  | Richey Reneberg Jonathan Stark      | 6:4, 3:6, 6:3 |
| 13. | 24. Mai 1998     | St. Pölten     | Sand      | Jim Grabb         | David Adams Wayne Black             | 6:4, 6:4      |
| 14. | 7. Januar 2001   | Adelaide       | Hartplatz | Grant Stafford    | Wayne Arthurs Todd Woodbridge       | 6:7, 6:4, 6:4 |
| 15. | 7. Oktober 2001  | Tokio          | Hartplatz | Rick Leach        | Paul Hanley Nathan Healey           | 1:6, 7:6, 7:6 |
| 16. | 13. Juli 2003    | Newport        | Rasen     | Jordan Kerr       | Julian Knowle Jürgen Melzer         | 7:6, 6:3      |

##### Challenger Tour
| Nr. | Datum             | Turnier        | Belag     | Partner            | Finalgegner                    | Ergebnis      |
| --- | ----------------- | -------------- | --------- | ------------------ | ------------------------------ | ------------- |
| 1.  | 15. Mai 1988      | Raleigh        | Sand      | Simon Youl         | John Sobel Phil Williamson     | 7:5, 7:5      |
| 2.  | 16. Juli 1989     | São Paulo      | Sand      | Gerardo Mirad      | Otavio Della Jaime Oncins      | 2:6, 7:6, 6:2 |
| 3.  | 6. August 1989    | Lins           | Sand      | Gerardo Mirad      | João Cunha e Silva Ivan Kley   | 2:6, 6:3, 6:2 |
| 4.  | 20. August 1989   | Brasília       | Teppich   | Horacio de la Peña | Luis Ruette João Soares        | 6:3, 7:5      |
| 5.  | 18. November 1990 | Hobart         | Teppich   | Brett Custer       | Brett Steven Sandon Stolle     | 6:2, 6:7, 6:4 |
| 6.  | 3. Oktober 1994   | Brest          | Hartplatz | Trevor Kronemann   | Bryan Shelton Kevin Ullyett    | 6:1, 6:4      |
| 7.  | 11. Dezember 1994 | Naples         | Hartplatz | Trevor Kronemann   | Marcos Ondruska Grant Stafford | 6:3, 7:6      |
| 8.  | 9. Dezember 2001  | Rio de Janeiro | Hartplatz | Justin Gimelstob   | Julian Knowle Michael Kohlmann | 7:65, 6:3     |

#### Finalteilnahmen
| Nr. | Datum            | Turnier      | Belag         | Partner           | Finalgegner                     | Ergebnis      |
| --- | ---------------- | ------------ | ------------- | ----------------- | ------------------------------- | ------------- |
| 1.  | 3. März 1991     | Rotterdam    | Teppich (i)   | Steve DeVries     | Patrick Galbraith Anders Järryd | 6:7, 2:6      |
| 2.  | 20. Oktober 1991 | Lyon         | Teppich (i)   | Steve DeVries     | Tom Nijssen Cyril Suk           | 6:7, 3:6      |
| 3.  | 1. November 1992 | Stockholm    | Teppich (i)   | Steve DeVries     | Todd Woodbridge Mark Woodforde  | 3:6, 4:6      |
| 4.  | 1. Februar 1993  | Stuttgart    | Teppich (i)   | Steve DeVries     | Mark Kratzmann Wally Masur      | 3:6, 6:7      |
| 5.  | 22. August 1993  | New Haven    | Hartplatz     | Steve DeVries     | Cyril Suk Daniel Vacek          | 3:6, 6:7      |
| 6.  | 15. Januar 1995  | Sydney       | Hartplatz     | Trevor Kronemann  | Todd Woodbridge Mark Woodforde  | 6:7, 4:6      |
| 7.  | 14. Juli 1996    | Gstaad (1)   | Sand          | Trevor Kronemann  | Jiří Novák Pavel Vízner         | 6:4, 6:7, 6:7 |
| 8.  | 22. Juni 1997    | Rosmalen     | Rasen         | Trevor Kronemann  | Jacco Eltingh Paul Haarhuis     | 4:6, 5:7      |
| 9.  | 13. Juli 1997    | Gstaad (2)   | Sand          | Trevor Kronemann  | Jewgeni Kafelnikow Daniel Vacek | 6:4, 6:7, 3:6 |
| 10. | 1. März 1998     | Philadelphia | Hartplatz (i) | Richey Reneberg   | Jacco Eltingh Paul Haarhuis     | 6:7, 7:6, 2:6 |
| 11. | 12. März 2000    | Scottsdale   | Hartplatz     | Patrick Galbraith | Jared Palmer Richey Reneberg    | 3:6, 5:7      |
| 12. | 15. April 2001   | Casablanca   | Sand          | Pablo Albano      | Michael Hill Jeff Tarango       | 6:72, 3:6     |
| 13. | 29. April 2001   | Atlanta      | Sand          | Rick Leach        | Mahesh Bhupathi Leander Paes    | 3:6, 6:77     |